# Aeroportul New Stuyahok
Aeroportul New Stuyahok (IATA: KNW, ICAO: PANW, FAA LID: KNW) este un aeroport din Alaska, Statele Unite ale Americii ce deservește zona New Stuyahok⁠(d). Aeroportul a fost tranzitat în 2019 de 4.738 de pasageri. A fost numit după zona deservită.
Situat la o altitudine de 111 m, aeroportul dispune de 1 pistă. Este operat de Alaska Department of Transportation & Public Facilities⁠(d).

## Infrastructură

### Piste
Aeroportul dispune de o singură pistă. Pista 14/32 are dimensiunile 3.282 picioare × 95 picioare. 